# Nachal Jizhar
Nachal Jizhar (hebrejsky: נחל יזהר) je vádí v severním Izraeli.
Začíná v nadmořské výšce okolo 250 metrů ve vysočině Ramat Menaše, nedaleko od svahů vrchu Giv'at Ka'at. Vede pak k severu, přičemž klesá po zalesněných svazích do zemědělsky využívaného Jizre'elského údolí, do kterého vstupuje ve vesnici Mišmar ha-Emek. Od ní potom vede napříč centrální částí údolí, uměle napřímeným korytem, do kterého je svedeno i sousední vádí Nachal Mišmar ha-Emek. Jihozápadně od vesnice Kfar Baruch ústí zleva do řeky Kišon.